# Melanocharis nigra
El picabayas negro (Melanocharis nigra) es una especie de ave paseriforme de la familia Melanocharitidae, endémica de Nueva Guinea.